# You Are the Only One
«You Are the Only One» es el segundo sencillo oficial de la actriz y cantautora estadounidense Emily Osment de su EP debut All the Right Wrongs.

## Información
Osment promocionó este sencillo en todos sus recitales anteponiendo en una pantalla el video oficial del sencillo. 

## Video musical
El video musical fue lanzado el 19 de febrero de 2010. Comienza con Osment caminando en una fiesta. Durante los versos, que ha visto con su novio. Se muestran tanto las ventajas y los negativos en sus relaciones, en correlación con la letra. Durante el estribillo, Osment está sosteniendo un paraguas mientras llueve en la habitación. Al final, la tormenta se pone tan mal a todos los clientes salgan a excepción de su novio, que lleva de la mano al salir de la habitación.

## Posiciones
| Listas (2010)                            | Posición           |
| ---------------------------------------- | ------------------ |
| iTunes Canadá                            | 63                 |
| iTunes Canadá Pop Songs                  | 31                 |
| Billboard Bubbling Under Hot 100 Singles | 22[cita requerida] |